# Terry Williams (musicien)
 (août 2022).
Le contenu est difficilement compréhensible vu les erreurs de traduction, qui sont peut-être dues à l'utilisation d'un logiciel de traduction automatique.
Pour les articles homonymes, voir Terry Williams.
Terry Williams (né le 11 janvier 1948 à Swansea) musicien gallois. Il a joué de la batterie avec de nombreux groupes gallois dont Rockpile, avant de remplacer Pick Withers pour Dire Straits en 1982. Il fit ses premières armes avec le groupe de Mark Knopfler sur ExtendedancEPlay, ainsi que durant la tournée de Love over Gold. Il fait preuve de qualités remarquables sur Alchemy. Il quitta le groupe en 1988.

## Histoire
Terry est né à Swansea. Dans les années 1960, il a joué dans plusieurs groupes gallois, notamment Commancheros, The Smokeless Zone, Dream et Plum Crazy, avant de rejoindre le groupe de Dave Edmunds, Love Sculpture. En 1970, il rejoint le groupe de rock gallois Man qui comprend deux anciens membres de Dream et Smokeless Zone, Deke Leonard (en) et Martin Ace. Avec Man, il est apparu à l'origine sur 7 albums Studio, 3 albums live et 2 artistes divers, albums live, et est par la suite apparu sur un certain nombre de sorties rétrospectives. Lorsque Man se sépara en 1976, Williams rejoignit Edmunds dans le groupe Rockpile avec Nick Lowe et Billy Bremner et continua de travailler avec Leonard.
Entre 1981 et 1982, Williams faisait partie du groupe Neverland Express, soutenant Meat Loaf. En novembre 1982, Williams rejoint Dire Straits pour remplacer le batteur Pick Withers, peu de temps après la sortie de leur quatrième album studio, Love Over Gold. Il a joué avec eux pour la première fois sur le disque de 1983 intitulé ExtendedancEPlay (avec le titre à succès «Twisting by the Pool») et sur le Love over Gold Tour de 1982-1983. Le double album live du groupe, Alchemy: Dire Straits Live, est un enregistrement d'extraits des deux derniers concerts de cette tournée, qui se déroulera au Hammersmith Odeon de Londres en juillet 1983, mettant en vedette Williams, et sortira en mars 1984. En 1983, Mark Knopfler, leader a produit la partition pour le film Local Hero, dans lequel figurait également Williams.
Williams est resté chez Dire Straits pour l'enregistrement de leur cinquième album studio, Brothers in Arms, en 1985. Toutefois, selon une interview du magazine Sound on Sound, sa performance à la batterie était considérée comme inappropriée pour le son souhaité sur l'album pendant le premier mois de l'enregistrement des sessions, et il a été temporairement remplacé par le batteur de session de jazz Omar Hakim, qui a réenregistré les parties de batterie de l'album au cours d'un séjour de deux jours, puis est parti. Hakim et Williams sont tous deux crédités sur l'album, bien que la seule contribution de Williams ait été le crescendo improvisé du début de "Money for Nothing". Williams serait de retour dans le groupe pour les vidéoclips et la tournée mondiale Brothers in Arms (1985-1986) qui a suivi. 
Williams quitta Dire Straits en 1988. Son dernier concert avec le groupe fut le concert pour le Nelson Mandela 70th Birthday Tribute organisé le 11 juin 1988 au stade de Wembley, dans lequel Dire Straits était l'acte principal. En 1996, Williams a brièvement rejoint Man, après le départ de John Weathers.
Williams a dirigé un club de blues à Swansea de 2000 à 2007.

## Discographie

### AvecBilly Bremner
- Bash! (1984)

### AvecCarlene Carter
- Carlene Carter (1978)
- Musical Shapes (1980)
- C'est C Bon (1983)

### AvecCliff Richard
- Rock Connection (1984) ?

### AvecDave Edmunds/Rockpile/Love Sculpture
- Rockers (1970)
- Rockpile (album) (1972)
- Subtle as a Flying Mallet (1975)
- Get It (1977)
- Tracks on Wax 4 (1978)
- Repeat When Necessary (1979)
- Seconds of Pleasure (1980)
- Twangin... (1981)
- Provoked Beyond Endurance (1991)
- Riff Raff/I Hear You Rockin (2002) compilation
- They Call It Rock

### AvecDeke Leonard
- Iceberg (1973)
- Kamikaze (1974)
- Before Your Very Eyes (1981)

### AvecDion
- Yo Frankie (1989)

### AvecDire Straits
- Twisting by the Pool (1983)
- Alchemy (album de Dire Straits) (1984)
- Brothers in Arms (album) (1985)
- Money for Nothing (1988) compilation
- Sultans of Swing: The Very Best of Dire Straits (1998) compilation
- Private Investigations - The Best of Mark Knopfler & Dire Straits (2005) compilation

### AvecGraham Parker
- The Mona Lisa's Sister (1988)
- Passion Is No Ordinary Word (1993) compilation ?
- No Holding Back (1996) compilation
- Ultimate Collection (2001) compilation

### AvecJohn Illsley
- Never Told a Soul (1984)

### AvecMan
- To Live for to Die (1970)
- Man (1971)
- Do You Like It Here Now, Are You Settling In? (1971)
- Greasy Truckers Party (1972)
- Be Good to Yourself at Least Once a Day (1972)
- Live at the Padget Rooms, Penarth (1972)
- Live at the Rainbow 1972 (1972)
- Be Good to Yourself at Least Once a Day (1972)
- Christmas at the Patti (1973)
- Back Into The Future (1973)
- Rhinos, Winos, and Lunatics (1974)
- Slow Motion (1974)
- 1999 Party Tour (1974)
- Maximum Darkness (1975)
- The Welsh Connection (1976)
- All's Well That Ends Well (1977)
- Rare Man (1999)
- Undrugged (2002) (1996 sessions)

### AvecMark Knopfler
- Local Hero (1983)
- Music from 'Cal' (1984)
- Comfort and Joy (1984)
- Screenplaying (1993) compilation

### AvecMickey Jupp
- Juppanese (1978)

### AvecThe Motors
- Tenement Steps (1980)

### AvecNick Lowe
- Jesus of Cool (Pure Pop for Now People aux États-Unis) (1978)
- Labour of Lust (1979)
- Nick the Knife (1982)
- 16 All Time Lowes (1984)
- Pinker and Prouder than Previous (1988)
- Quiet Please... The New Best of Nick Lowe (2009) compilation

### AvecThe Everly Brothers
- Phil Everly (1983)
- EB 84 (1984)
- Mercury Years (1993) compilation

### AvecTina Turner
- Private Dancer (1984)
- Simply the Best (1991) compilation

### AvecTracey Ullman
- You Caught Me Out (1984)
- Takes on the Hits (2002) compilation

### Avec Willie and the Poor Boys (Bill Wyman)
- Willie and the Poor Boys (1985)
- Poor Boy Boogie (2006) compilation